# Hamburg-St. Pauli
St. Pauli ist ein Stadtteil im Bezirk Hamburg-Mitte der Freien und Hansestadt Hamburg. Durch das in St. Pauli gelegene Vergnügungsviertel entlang der Reeperbahn und den FC St. Pauli ist der Name weit über die Grenzen der Stadt hinaus bekannt.

## Namensherkunft
Seinen heutigen Namen verdankt der Stadtteil der St.-Pauli-Kirche, die wiederum nach dem Apostel Paulus benannt ist. Die Umbenennung der vormaligen Vorstadt Hamburger Berg in St. Pauli erfolgte im Jahr 1833. Eine Inschrift an den Torpfosten zum Kirchhof an der Antonistraße erinnert daran. Nach einer 1938 erfolgten Verschiebung der Stadtteilgrenzen liegt die namensgebende Kirche heute jedoch nicht mehr im Stadtteil, sondern im benachbarten Altona.

## Geografische Lage

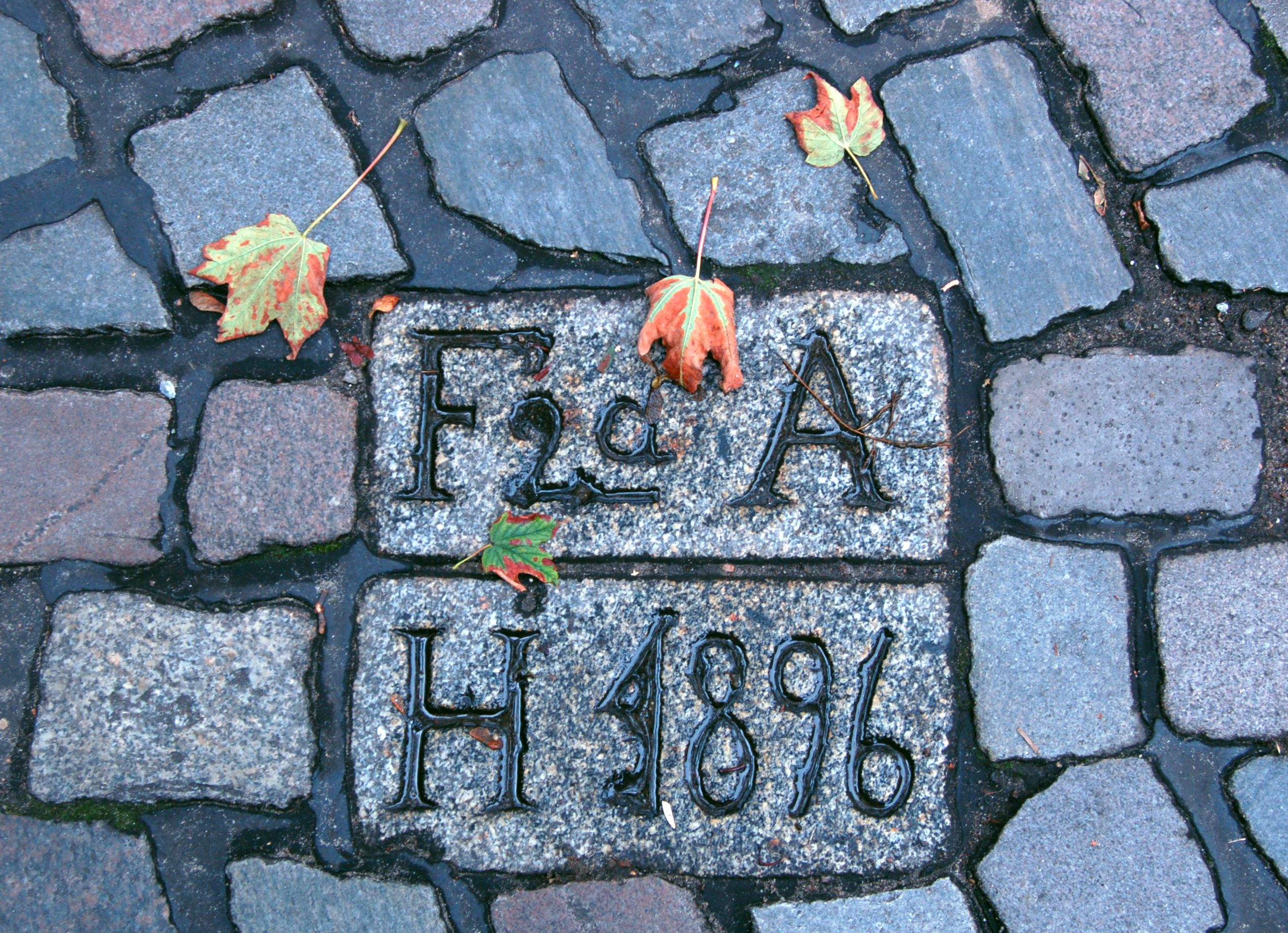
Grenzstein zwischen Altona und Hamburg von 1896 in der Brigittenstraße

Der Stadtteil schließt sich westlich an die Neustadt an. Die Grenze verläuft hier in einem Bogen entlang der ehemaligen Hamburger Wallanlagen, beginnend im Norden am Dag-Hammarskjöld-Platz (südlich des Dammtorbahnhofes) folgt sie dem Straßenverlauf von Marseiller Straße / Bei den Kirchhöfen / Holstenglacis / Glacischaussee / Helgoländer Allee. Im Süden bildet die Norderelbe mit dem am Südufer gelegenen Steinwerder den Abschluss. Die Westgrenze zur ehemaligen Stadt Altona, mit dem heutigen Stadtteil Altona-Altstadt (Bezirk Altona), verläuft von Norden über Bernstorffstraße / Kleine Freiheit / Pepermölenbek / Trommelstraße / Antonistraße bis zur Elbe.
Bis 1938 verlief die Stadtgrenze zu Altona anders: So gehörten die Straßen Schulterblatt, Beim Grünen Jäger und Kleine bzw. Große Freiheit zu Altona. Im Gegenzug gehört der ehedem teilweise sanktpaulianische Bereich um Lange Straße/Hein-Köllisch-Platz/Pinnasberg nebst dem neu angelegten Antonipark heute zu Altona, so auch die klassizistische St.-Pauli-Kirche (erbaut 1819) am Pinnasberg oder der St.-Pauli-Fischmarkt benannte Straßenzug.
Im Norden bildet der Bahndamm der Verbindungsbahn vom Dammtor- bis zum Sternschanzenbahnhof die Grenze zu Rotherbaum (Bezirk Eimsbüttel) und zum Stadtteil Sternschanze (Bezirk Altona), der 2008 aus größtenteils ehemals zu St. Pauli gehörenden Flächen neu gebildet wurde. Die weitere Grenze zum neuen Stadtteil verläuft über Schanzenstraße / Lagerstraße / Sternstraße / Neuer Kamp und über die Stresemannstraße wieder hinauf bis zur Ecke der Bernstorffstraße.

## Geschichte

### Der „Hamburger Berg“
Die früheste Besiedlung im Bereich des heutigen Stadtteils bildete ein Zisterzienserinnen-Kloster, das um 1247 in der Nähe des heutigen Fischmarkts an der Mündung des Baches Pepermölenbek in die Elbe gegründet wurde. Es bestand an dieser Stelle bis 1293 und wurde dann ins heutige Harvestehude verlegt (siehe Kloster St. Johannis). In diese Zeit fällt auch die Einbeziehung des Gebietes westlich der Hamburger Kernstadt bis zum Pepermölenbek in die Landherrenschaft Hamburger Berg. Das Wohnen war dort laut einem Verbot des Hamburger Rates aus dem Jahre 1306 zunächst nicht gestattet. Trotzdem bildete sich vor allem im südlichen, elbnahen Bereich allmählich eine Besiedlung, zu der ab etwa 1550 auch vereinzelte Landhäuser wohlhabender Hamburger Bürger gehörten.

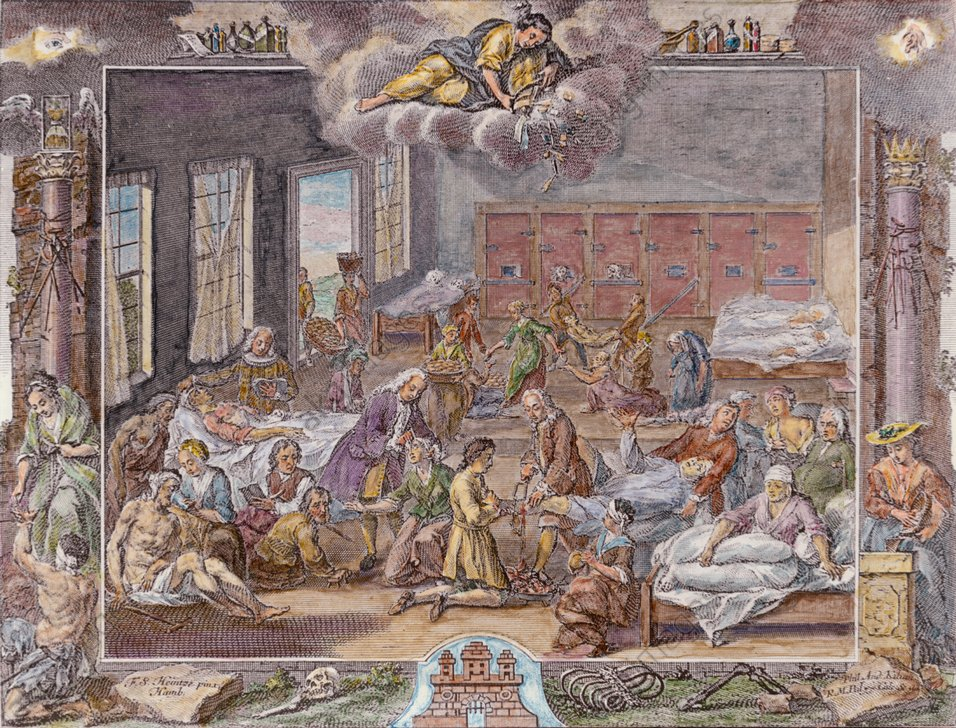
Der Hamburger Pesthof im Jahr 1750. Kolorierter Kupferstich von Philipp Andreas Kilian

Nach Ausbruch einer Pestepidemie im Jahre 1604 wurde von 1605 bis 1607 der sogenannte „Pesthof“ im Bereich der heutigen Annenstraße errichtet. Er bestand bis zur Zerstörung der Vorstadt Hamburger Berg durch napoleonische Besatzungstruppen im Winter 1813/14. Der Pesthof nahm pflegebedürftige Menschen mit ansteckenden oder psychischen Krankheiten auf, beherbergte bis zu 1000 Insassen und wurde von einer mildtätigen Stiftung getragen. Ab 1679 wurden hier auch die „würklich Tollen“ in einer Art von verschlossener Koje untergebracht. Diese sogenannten „Tollkisten“ waren aus Holz, standen reihenweise in Sälen und hatten lediglich ein handgroßes Loch nach außen. Der Pesthof hatte einen so guten Ruf, dass auch von außerhalb (gut zahlende) Patienten kamen. Deretwegen wurden ab 1764 keine „bößen Tolle“ – nach heutiger Sicht psychisch kranke Straftäter – mehr aufgenommen, sondern sie verblieben im Spinnhaus, einem Gefängnis. 1797 wurde der Pesthof in „Krankenhof“ umbenannt.
Zu Beginn des 17. Jahrhunderts wurden – zwischen 1616 und 1625 – die Hügel des Vorortes Hamburger Berg im Zuge der Errichtung der Neubefestigung der Stadt teilweise abgetragen, um Material für die Errichtung der außerordentlich hohen Festungswälle zu gewinnen und zugleich freies Schussfeld („Glacis“) vor den Wällen am damaligen Millerntor zu haben. Dabei wurde ein Teil der bisherigen Landherrenschaft als Neustadt in die Hamburger Stadtbefestigung einbezogen. Die von der Hügellage der Siedlung abgeleitete Redewendung „auf St. Pauli“, hat sich jedoch bis heute erhalten.

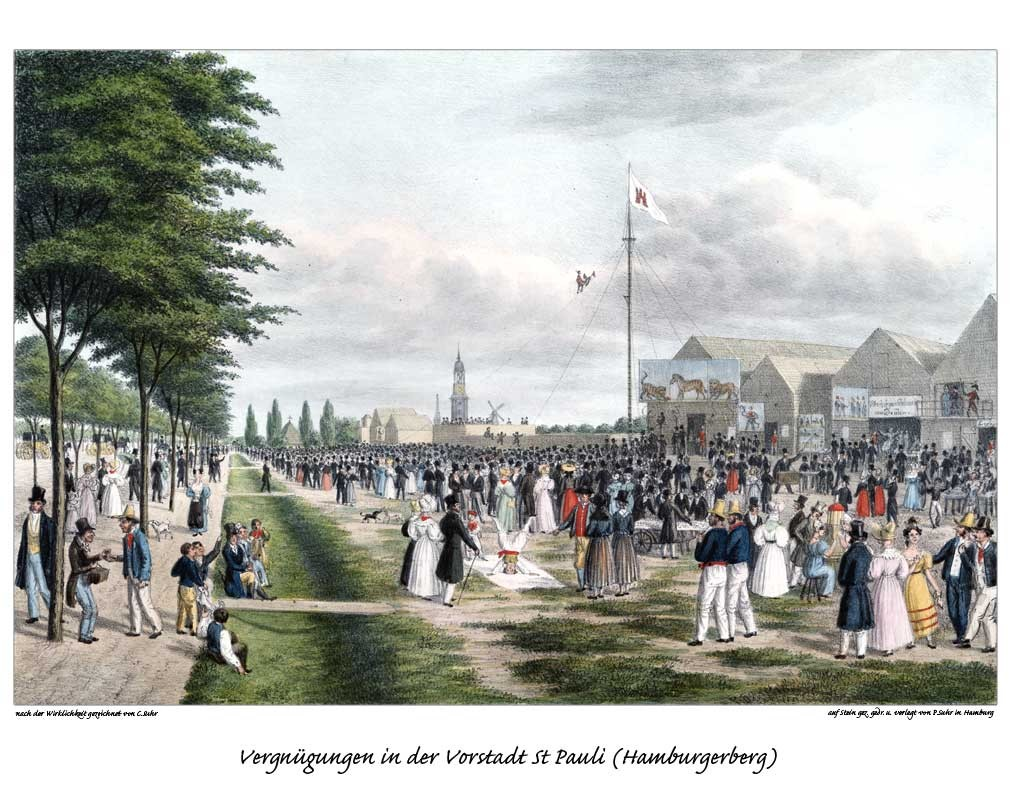
Vergnügungen in der Vorstadt St. Pauli (Hamburgerberg), Lithografie der Gebrüder Suhr, Anfang des 19. Jahrhunderts

Vor den Wällen waren bauliche Ansiedlungen zunächst abermals verboten, doch ab dem 17. Jahrhundert wurden Betriebe, die wegen Geruchsentwicklung, Wasserverschmutzung oder Lärm in der Stadt unerwünscht waren, in den Vorort verbannt. Die Seilmacher (Reepschläger), die später der Reeperbahn ihren Namen gaben, zogen 1633 hierher, weil sie in den Mauern der Stadt nicht mehr den nötigen Platz für ihr Gewerbe fanden. Im gleichen Jahr werden eine Ölmühle und eine Glashütte nördlich des Heiligengeistfeldes erwähnt. Etwa um diese Zeit begann auch die Tradition des Amüsierbetriebs in diesem Gebiet, es entstand der Spielbudenplatz, an dem zwischen einigen Krambuden, Gaststätten und Tanzdielen eine Art Jahrmarkt durch reisende Händler und Schausteller ansässig wurde. Nach dem Ende des Dreißigjährigen Krieges, den Hamburg unbeschadet überstand, dehnte sich auch die Bebauung des Hamburger Berges vom Pepermölenbek nach Osten in Richtung der Reeperbahnen aus. Nach 1649/50 wurden die Tranbrennereien an das Elbufer verlegt. Dort hatten auch mehrere Schiffswerften und das Hanfmagazin ihren Standort. Nördlich davon entstand an der Geestkante, im Gebiet der Straße Pinnasberg, eine neue Bebauung. Weitere Häuser entstanden im nördlichen Teil des Gebietes, im heutigen Karolinenviertel. Die Stadt Altona auf der anderen Seite war nicht umfestet und die Grenze offen, ihre Zugänge wie das Nobistor waren nur dem Namen nach ein Tor. Es war eher eine Passage zur Brücke über den Pepermöhlenbek.
Napoleons Statthalter Louis-Nicolas Davout ließ Anfang des 19. Jahrhunderts den Hamburger Berg vollständig abreißen, um vor dem nunmehr von Frankreich besetzten Hamburg freies Schussfeld gegen etwaige Angreifer zu haben. Nach dem Abzug der Franzosen wurde der Vorort sehr schnell wieder aufgebaut; bereits 1820 war der vorherige Zustand weitgehend wiederhergestellt. 1804 wurde Johann Georg Kerner als „Arzt für die Baracken“, so hießen die Häuser zu dieser Zeit auf dem Hamburger Berg, eingesetzt. Dort gab es für zwei Wohnungen nur eine Toilette auf der Zwischenetage. Südlich der Reeperbahn wurden die Straßennamen vorwiegend aus männlichen Rufnamen gebildet und alphabetisch geordnet: Davidstraße, Erichstraße, Friedrichstraße, Gerhardstraße und Heinrichstraße, heute Herbertstraße. Nördlich der Reeperbahn benannte man in dieser Zeit nur drei Straßennamen mit weiblichen Rufnamen: Annenstraße, Brigittenstraße und Susannenstraße. Letztere gehört heute zum Schanzenviertel.

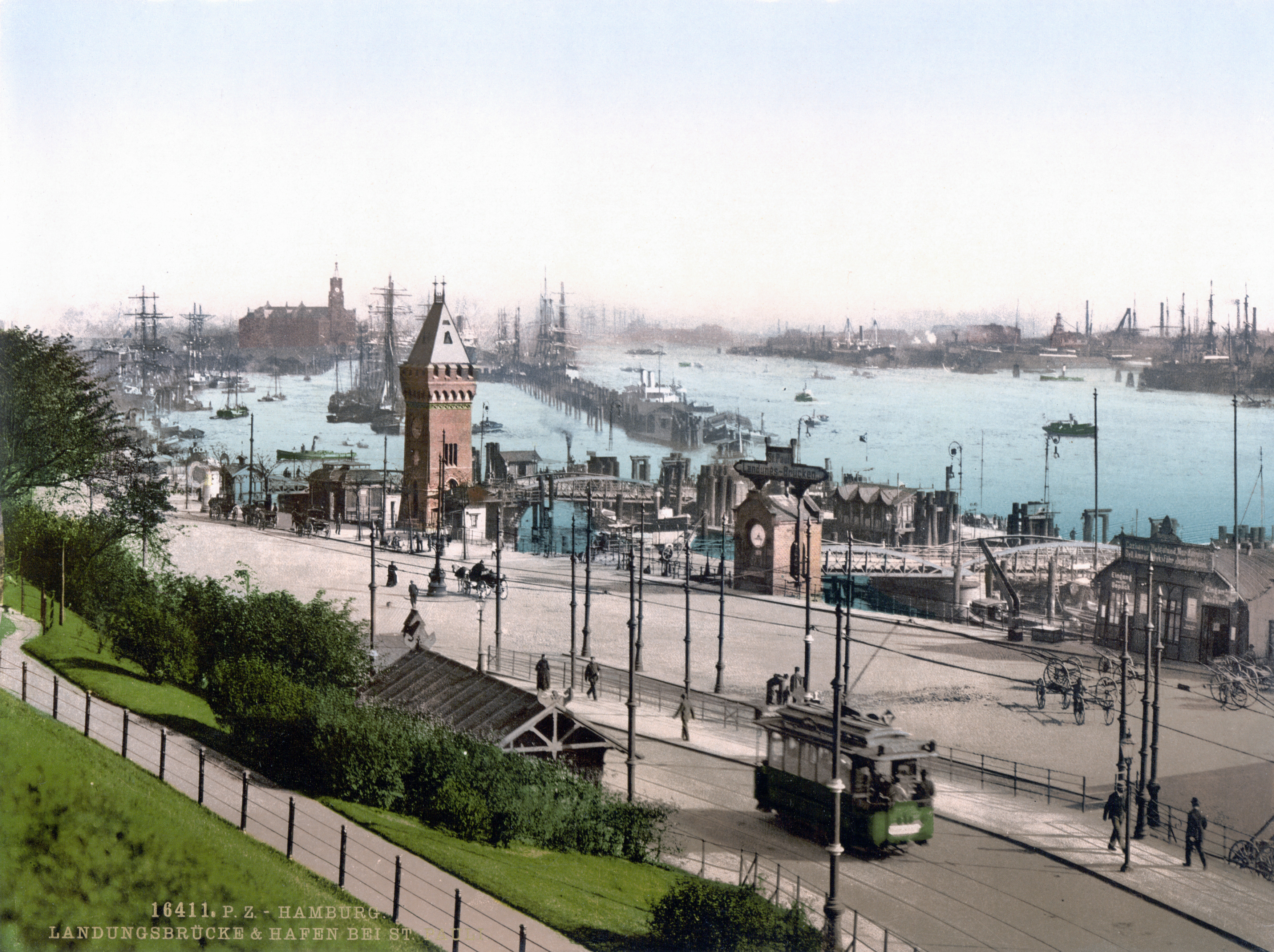
Blick auf die Elbe um 1900

An den Hamburger Berg erinnert heute noch eine Seitenstraße der Reeperbahn – sie hieß von 1865 bis 1938 Heinestraße, benannt nach dem Bankier Salomon Heine. Dieser hatte 1841 das am Ende dieser Straße gelegene Israelitische Krankenhaus im Rahmen einer von ihm gegründeten Stiftung zum Andenken an seine Frau Betty errichten lassen. Es sollte ausdrücklich bedürftigen Kranken aller Konfessionen offenstehen. 1938 wollten die Nationalsozialisten durch die Umbenennung dieser Straße die Erinnerung an den jüdischen Wohltäter tilgen. Seit einigen Jahren bemüht sich eine Initiative um die Rückbenennung in „Heinestraße“ – bisher ohne Erfolg.

### Die Vorstadt
1833 wurde das Gebiet als Vorstadt St. Pauli unter städtische Verwaltung gestellt. Allerdings lag die Vorstadt immer noch außerhalb der Stadttore und litt unter der Torsperre. Ein starkes Bevölkerungswachstum im 19. Jahrhundert führte zu Wohnungsmangel, dem man mittels starker Verdichtung der Bebauung durch Hinterhäuser (Terrassen) und Ähnliches zu begegnen versuchte. Vollständig eingemeindet wurde St. Pauli 1894.
1886 hielt Johann Hinrich Köser in der Markthalle an der Grenze zu Altona die erste deutsche Fischauktion ab.
Gegen Ende des 19. Jahrhunderts erlebten besonders die Amüsierbetriebe einen Aufschwung. Die vorher verbreiteten Buden – die zwischen den Tanzenden Türmen und der Davidstraße an die Reeperbahn südlich angrenzende Fläche heißt heute noch Spielbudenplatz – wurden durch feste Häuser für Theater, Zirkus, Trinkhallen oder andere Amüsierbetriebe ersetzt.

### Der Stadtteil

St. Pauli bei Nacht 1908

1894 wurde die Vorstadt zum Hamburger Stadtteil.
Bis zum Groß-Hamburg-Gesetz von 1937 war das Gebiet geteilt. Nur der östliche Teil gehörte zu Hamburg, der westliche – einschließlich der Straße Große Freiheit – gehörte zur Stadt Altona. Heute gehört St. Pauli verwaltungstechnisch zum Bezirk Hamburg-Mitte.
Rund um die Schmuckstraße befand sich Anfang des 20. Jahrhunderts das Hamburger Chinesenviertel. In der sogenannten Chinesenaktion der Hamburger Gestapo wurden am 13. Mai 1944 etwa 120 bis 130 chinesische Männer verhaftet und im Gestapogefängnis Fuhlsbüttel inhaftiert und misshandelt. Dieses Gestapogefängnis wurde ab 1933 von der Hamburger Staatspolizei (ab 1935 Gestapo) in Gebäuden der Fuhlsbüttler Strafanstalten eingerichtet, damals umgangssprachlich als „Kola-Fu“ (Abkürzung von Konzentrationslager Fuhlsbüttel) bezeichnet. Eine Gruppe dieser chinesischen Männer wurde dann ohne Prozess und ohne Urteil in das Arbeitserziehungslager Langer Morgen im Hafengebiet eingewiesen. Bei Zwangsarbeit im Hafen, bei der Trümmerräumung und durch die Misshandlungen des Wachpersonals kamen mindestens 17 von ihnen ums Leben.

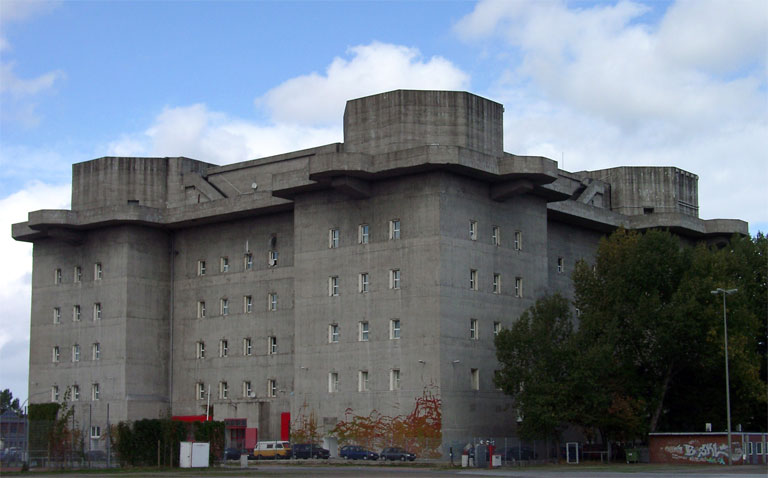
Flakturm IV (Luftschutzbunker) in Hamburg-St. Pauli (2004)

Nach dem Zweiten Weltkrieg waren Teile der Gründerzeitbebauung St. Paulis durch Bomben zerstört.
In den 1950er und 1960er Jahren fand das Vergnügungsviertel zu seiner alten Beliebtheit zurück. Eine besondere Rolle spielte dabei das Auftreten englischer Musikgruppen (etwa die in der Bar Indra aufgetretene Band The Beatles, deren Mitglieder auf der Reeperbahn erste sexuelle Erfahrung machten und zwischen 1960 und 1962 wohl über 200 Mal in Hamburg auftraten). In den 1970er Jahren kam es zu einem deutlichen Niedergang von St. Pauli. Mit dem Start des Musicals Cats im Operettenhaus (1986) und der Eröffnung des Schmidt Theaters (1988) begann ein langsamer Wiederaufstieg, der bis heute anhält.
Die COVID-19-Pandemie und die Gegenmaßnahmen trafen den Stadtteil besonders stark. Viele Veranstaltungen mussten abgesagt werden und die Unterhaltungsbetriebe geschlossen werden. Bis zum September 2020 wurden viele Betriebe (unter Auflagen) wieder geöffnet. Auch die Sexarbeit wurde wieder erlaubt. Im Oktober 2020 kam es erneut zu Einschränkungen. Die Restaurants durften nur noch bis 23.00 Uhr geöffnet werden. Im Dezember 2020 waren wieder fast alle Betriebe geschlossen. Im Sommer 2023 gab es keine COVID-19 bedingten Restriktionen mehr.

## Statistik
- Anteil der unter 18-Jährigen: 13,2 % (Hamburger Durchschnitt: 16,8 % (Dezember 2023))[14]
- Anteil der über 64-Jährigen: 10,5 % (Hamburger Durchschnitt: 17,8 % (Dezember 2023))[14]
- Ausländeranteil: 23,3 % (Hamburger Durchschnitt: 20,7 % (Dezember 2023))[14]
- Arbeitslosenquote: 8,4 % (Hamburger Durchschnitt: 6,2 % (Dezember 2023))[14]

Das durchschnittliche Einkommen je Steuerpflichtigen beträgt in St. Pauli 38.817 Euro jährlich (2020), der Hamburger Gesamtdurchschnitt liegt bei 48.035 Euro.

## Politik

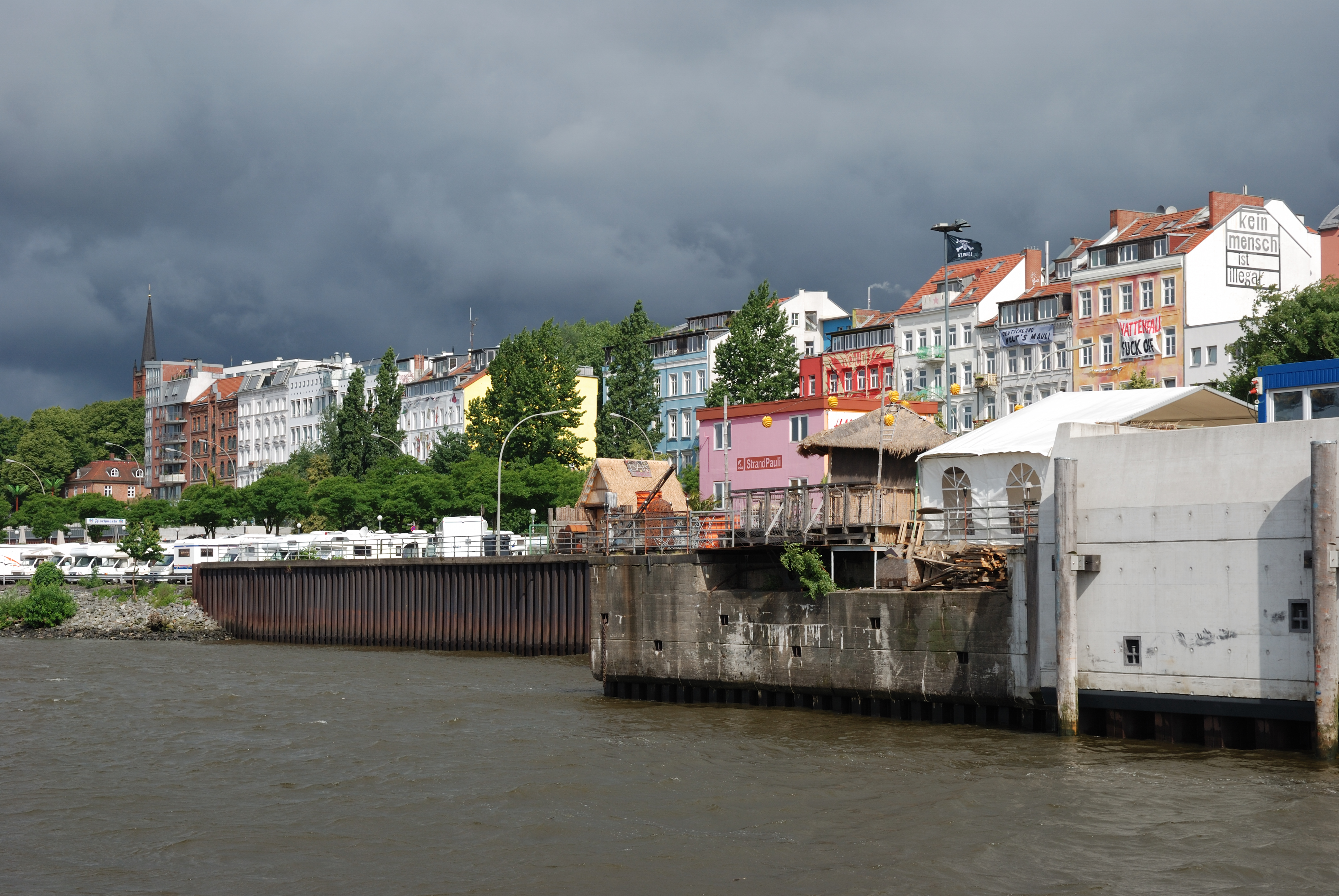
St.-Pauli-Hafenstraße von der Elbe aus, davor Beachclub „StrandPauli“, ganz links St.-Pauli-Kirchturm (2009)

Historisch war St. Pauli ein Ort, an dem sich diejenigen niederließen, die ein Bürgergeld in Hamburg nicht aufbringen konnten, eben vor den Toren der Stadt. Hinzu kamen die anderweitig Unerwünschten, seien es störende Handwerker, Gastwirte oder Prostituierte, die aus der Stadt gewiesen wurden, oder unliebsame und stinkende Gewerbe wie „Thranbrennereien“, Amüsierbetriebe und unerwünschte Institutionen, zum Beispiel der Pesthof. Auch nach der Einbeziehung in das Stadtgebiet und insbesondere mit der Flächensanierung der Hamburger Innenstadt um 1900 sowie der Auflösung des dortigen Gängeviertels wuchs der Zuzug ärmerer Teile der Bevölkerung. So hat sich bis heute sowohl die soziale Zusammensetzung der Bevölkerung, als eine der ärmsten in Hamburg, wie ihr Ruf, aufrührerisch und widerständisch zu sein, erhalten. Auch fühlen die Bewohner St. Paulis sich oft von der Regierung vernachlässigt oder übergangen, was zu entsprechenden sozialen und politischen Spannungen führt.
St. Pauli gilt von jeher als „links“. Aufstände und Unruhen sind seit Beginn seiner Existenz verzeichnet, so nach der Deutschen Revolution von 1848/1849, während des Österreichisch-Preußischen Kriegs gegen Dänemark 1864, als auf der Reeperbahn österreichische Soldaten von der Bevölkerung angegriffen wurden, während des Hafenarbeiterstreiks 1896 oder am 19. April 1919, als es in Solidarität mit der Münchner Räterepublik zum Sturm auf verschiedene Polizeiwachen sowie zu Plünderungen durch die hungernde Bevölkerung kam. Bis 1933 galt St. Pauli als eine der Hochburgen der KPD, bei der Reichstagswahl am 5. März 1933 fielen in St. Pauli 35 % (Hamburg gesamt: 39 %) der Stimmen auf die NSDAP, 24 % (27 %) auf die SPD und 32 % (18 %) auf die KPD. Zum Ende der Weimarer Republik kam es wiederholt zu Schießereien zwischen dem Rotfrontkämpferbund und der SA.
Seit Anfang der 1980er-Jahre waren es insbesondere die Hausbesetzungen, die den Ruf des widerständischen St. Pauli begründeten. Die Hafenstraße ab 1981, später Häuser am Pinnasberg/Heidritterstraße, die Jägerpassage in der Wohlwillstraße, die Bachterrasse (eine der drei Rebienschen Terrassen) in der Schanzenstraße („Schanze 41a“) oder die Lama-Häuser (Laeiszstraße/Marktstraße) im Karolinenviertel. Ebenfalls wird das seit 1989 besetzte Kulturzentrum Rote Flora im Schanzenviertel in dieser Kontinuität gesehen, auch wenn es genau genommen bereits auf der Grenze zu Altona liegt und von dem dortigen Bezirk aus verwaltet wurde. 2002 kam es in Schanzenviertel (jetzt Stadtteil Sternschanze), Karolinenviertel und dem restlichen St. Pauli über Wochen zu den sogenannten Bambule-Unruhen, nachdem der damals neue bürgerliche Senat aus CDU, FDP und Schillpartei einen gleichnamigen Bauwagenplatz räumen ließ. Viele Anwohner und Einzelhandelsbetreiber solidarisierten sich mit den Demonstranten.
Für die Wahl zur Bürgerschaft gehört St. Pauli zum Wahlkreis Hamburg-Mitte, in dem die Wahlbeteiligung 2015 bei 44,6 % (hamburgweit: 56,5 %) lag. Am konkretesten zeigt sich die Ablehnung der herrschenden Politik durch die St. Paulianer in den Wahlergebnissen. So erhielten bei der Bürgerschaftswahl 2015 die Linke 28,9 % (hamburgweit 8,5 %), die SPD 26,4 % (45,6 %), die Grünen 24,6 % (12,3 %), die CDU 4,1 % (15,9 %), die FDP 3,2 % (7,4 %) und die AfD 3 % (6,1 %).
Die Bevölkerung auf St. Pauli besteht heute aus ganz normalen Familien und Berufstätigen unterschiedlichster Schichten, aus Studenten, Senioren, Sozialhilfeempfängern, Selbstständigen, Künstlern und Intellektuellen sowie Einwandererfamilien, die teilweise seit mehreren Generationen hier leben. Seit Mitte/Ende der 1990er-Jahre wurde das Viertel aufgrund seiner innenstadtnahen Lage und durch gezielte Umstrukturierungsmaßnahmen in manchen Ecken als „chic“ angesehen, die Mieten stiegen, allein 2005 um durchschnittlich 20 Prozent. Es kommt aufgrund der erhöhten Nachfrage zu Mietsteigerungen bei Neuvermietungen, so dass sich die Bevölkerungszusammensetzung verändert. Ein bedeutender Teil des Wohnungsbestandes wird von der stadteigenen Wohnungsgesellschaft SAGA verwaltet.
| Wahljahr  | Linke 1) | Grüne 2) | SPD    | CDU    | AfD    | FDP    | Übrige    |
| --------- | -------- | -------- | ------ | ------ | ------ | ------ | --------- |
| 2025      | 36,0 %   | 26,2 %   | 20,3 % | 05,2 % | 03,3 % | 01,0 % | 08,1 %    |
| 2020      | 29,1 %   | 35,3 %   | 19,1 % | 03,0 % | 02,4 % | 02,0 % | 09,1 %    |
| 2015      | 28,9 %   | 24,6 %   | 26,4 % | 04,1 % | 03,0 % | 03,2 % | 09,8 %    |
| 2011      | 20,1 %   | 21,5 %   | 37,4 % | 05,8 % | –      | 01,9 % | 13,3 % 3) |
| 2008      | 15,0 %   | 21,0 %   | 41,2 % | 15,3 % | –      | 03,3 % | 04,2 %    |
| 2004      | –        | 39,4 %   | 28,8 % | 18,3 % | –      | 01,3 % | 12,2 % 4) |
| 2001      | 01,2 %   | 27,6 %   | 35,2 % | 10,0 % | –      | 01,9 % | 24,1 % 5) |
| 1997      | 03,7 %   | 35,9 %   | 27,7 % | 12,7 % | –      | 01,5 % | 18,5 % 6) |
| 1993      | –        | 34,5 %   | 33,8 % | 09,6 % | –      | 01,5 % | 20,6 % 7) |
| 1991      | 02,7 %   | 24,2 %   | 42,5 % | 17,9 % | –      | 01,7 % | 11,0 % 8) |
| 1987      | –        | 26,0 %   | 45,1 % | 25,2 % | –      | 02,0 % | 01,7 %    |
| 1986      | –        | 29,2 %   | 39,9 % | 26,3 % | –      | 02,4 % | 02,2 %    |
| Dez. 1982 | –        | 15,7 %   | 56,7 % | 24,9 % | –      | 01,3 % | 01,4 %    |
| Juni 1982 | –        | 14,9 %   | 48,7 % | 30,6 % | –      | 02,6 % | 03,2 %    |
| 1978      | –        | 07,7 %   | 60,9 % | 24,2 % | –      | 02,8 % | 04,4 %    |
| 1974      | –        | –        | 57,4 % | 29,0 % | –      | 07,3 % | 06,3 %    |
| 1970      | –        | –        | 68,0 % | 21,6 % | –      | 03,5 % | 06,9 %    |
| 1966      | –        | –        | 72,5 % | 19,4 % | –      | 04,3 % | 03,8 %    |

## Quartiere

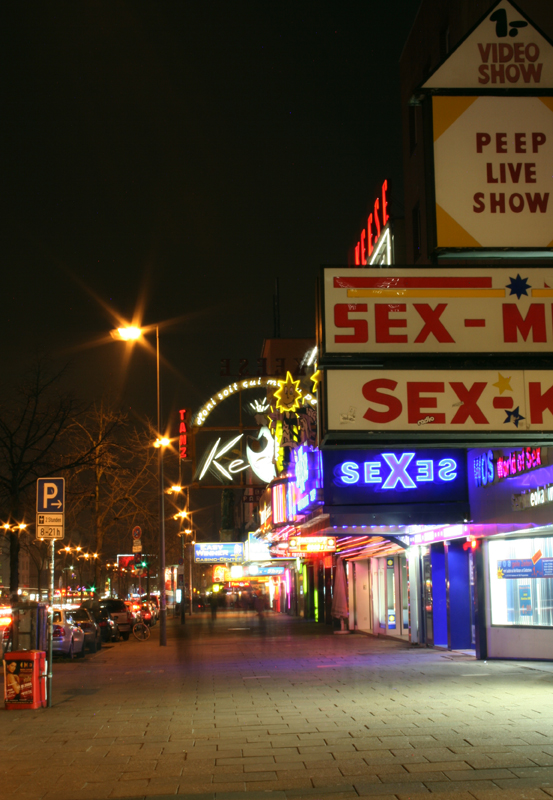
Vielfach wird „St. Pauli“ als Synonym für den Kiez an der Reeperbahn gebraucht

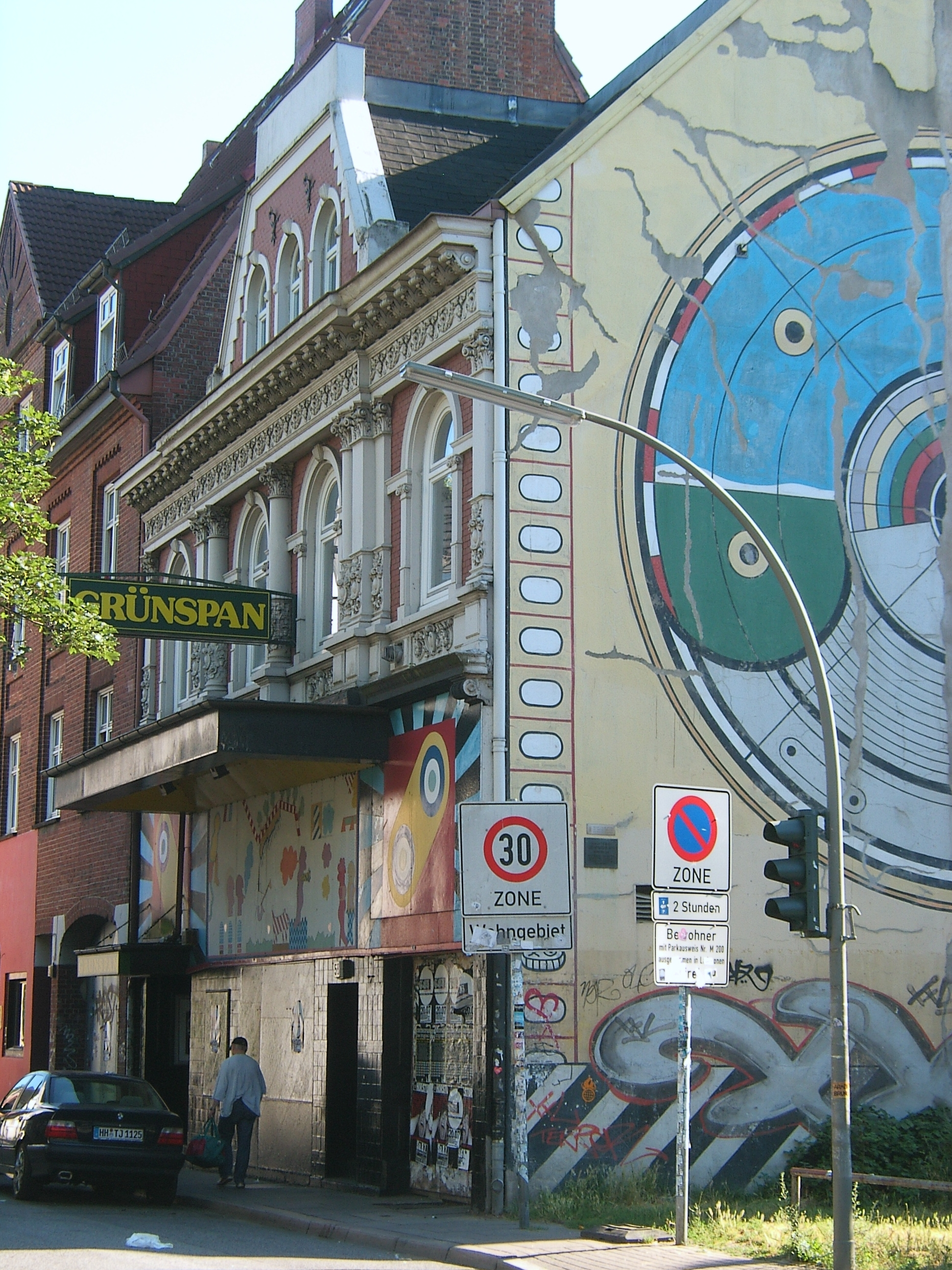
Legendär: Diskothek Gruenspan

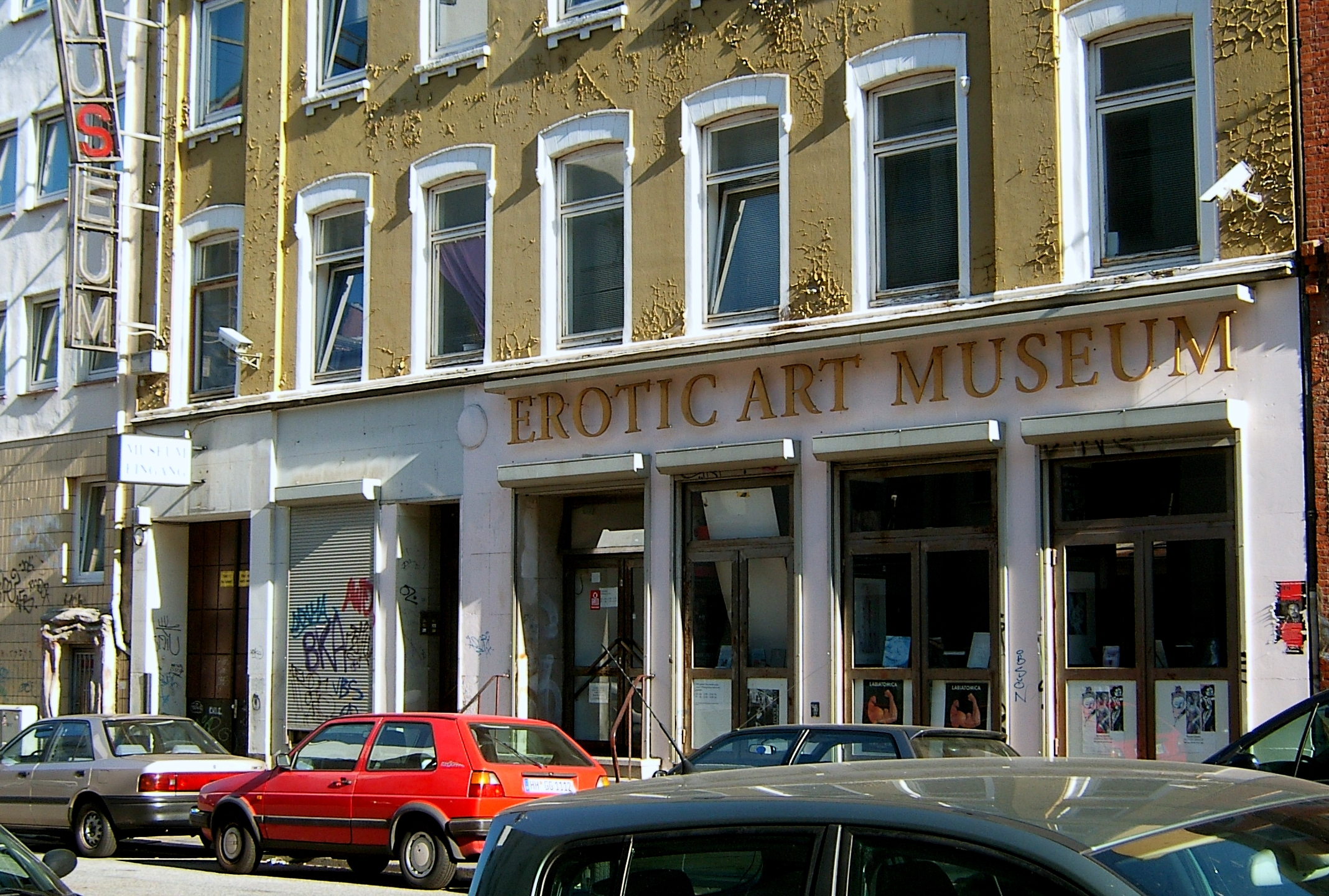
Erotic Art Museum

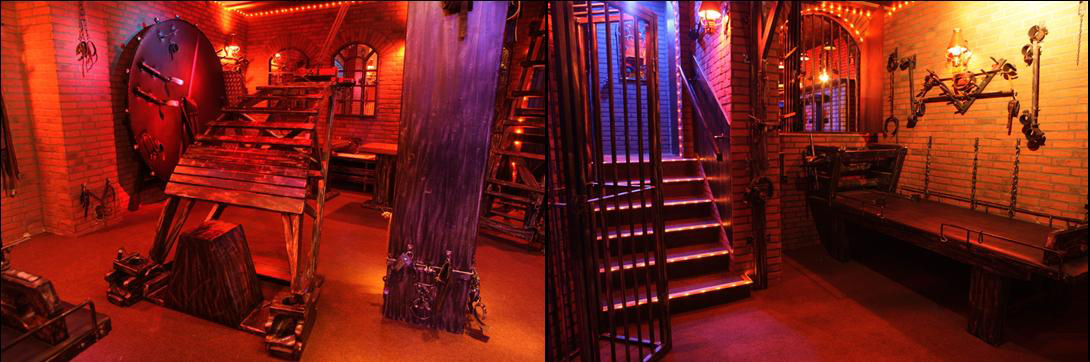
Club de Sade, einer der ältesten SM-Clubs

### Kiez
Obwohl St. Pauli ein bedeutendes Wohnquartier in Hamburg ist, ist der Stadtteil vor allem durch sein Vergnügungs- und Rotlichtviertel, das Gebiet im Süden des Stadtteils, bekannt, das auch als der Kiez bezeichnet wird. Dieses umfasst jedoch nur ein behördlich festgelegtes Teilgebiet, in dem für die Gastronomie keine Sperrstunde gilt. Das betrifft die Reeperbahn, den Spielbudenplatz und weitere Parallel- und Seitenstraßen wie die Herbertstraße und die Große Freiheit. Da die Sperrstunde nicht am Wochenende gilt und ihr Beginn in ganz Hamburg auf 5 Uhr verschoben wurde, spielt sie heute kaum noch eine Rolle. Tatsächlich gibt es auf St. Pauli größtenteils kleinbürgerliche Wohnstraßen oder Arbeitergegenden. Das Stadtviertel ist auch bei Studenten und Künstlern wegen der zentralen Lage und des ausgesprochen vielfältigen und toleranten Milieus sehr beliebt. So gibt es auf St. Pauli noch einige fast parallel zueinander lebende soziale Schichten, die sich nur gelegentlich berühren. Allerdings ist auch hier seit Jahren eine Verdrängung durch das Problem der rapide ansteigenden Wohnungsmieten zu beobachten.
Außer den hier stattfindenden Veranstaltungen, Großevents und Volksfesten sorgten auch immer wieder kriminelle Vorkommnisse für Berichte in der Presse: Bandenkriege zwischen Zuhältern (etwa die Auftragsmorde durch Werner Pinzner), Nepp durch Gastronomie oder Prostituierte, der Mörder Fritz Honka und – insbesondere seit Mitte der 2000er-Jahre – Körperverletzungen durch aggressive Gewalttäter. Vielerorts sind in den Wohnquartieren statt der traditionellen Eckkneipen zahlreiche Bars und Clubs entstanden, dennoch konzentriert sich das Hamburger Nachtleben weiterhin und zunehmend auf St. Pauli.

#### Theater
- Am Spielbudenplatz: St. Pauli Theater, Schmidt Theater und Schmidts Tivoli, Operettenhaus.
- An der Reeperbahn: Imperial Theater, Pulverfass Cabaret

#### Museen
- Beatlemania Hamburg am Nobistor nähe Beatles-Platz (Erlebniswelt-Ausstellung zu den Beatles, deren Karriere an Großer Freiheit und Reeperbahn begann; von 2009 bis 2012, seitdem geschlossen)
- Harrys Hamburger Hafenbasar, ehemals in der Erich-, Ecke Balduinstraße, seit 2013 in der HafenCity beheimatet[16]
- Panoptikum am Spielbudenplatz (Wachsfigurenkabinett)
- Sankt-Pauli-Museum Am Nobistor (Geschichte des Stadtteils und seiner Menschen)
- Hamburger Schulmuseum in der Seilerstraße (Hamburger Schulgeschichte)
- Erotic Art Museum Hamburg in der Bernhard-Nocht-Straße, 1992 gegründet

#### Kunst und Musik
Als Vergnügungsviertel beherbergt St. Pauli eine Vielzahl an Musik-Clubs, Kneipen und Diskotheken unterschiedlichster Stilrichtungen und Qualität, die jedes Wochenende Ziel von Hamburgern und Touristen sind. Laut der Wochenzeitung Die Zeit hat St. Pauli und die unmittelbare Umgebung rund um das Karoviertel die höchste Dichte an Plattenläden mit Vinyl-Schwerpunkt in Deutschland.
Schon die Swing-Jugend übte hier kulturellen Widerstand gegen den Nationalsozialismus.
Viele (Musik-)Trends kamen aus England und anderen Ländern über St. Pauli in die Bundesrepublik (siehe auch Star-Club, Punk, The Beatles). Der Hafen diente auch als Tor und Umschlagplatz für neue Ideen und kulturelle Strömungen.
Auf St. Pauli finden sich mehrere kleine Kunstgalerien, von denen einige von Künstlern selber geführt werden.
Die Kneipe La Paloma am Hans-Albers-Platz wurde vom Maler Jörg Immendorff betrieben. Die Hans Albers darstellende Statue auf dem Platz wurde ebenfalls von Immendorff gestaltet.

#### Gastronomie

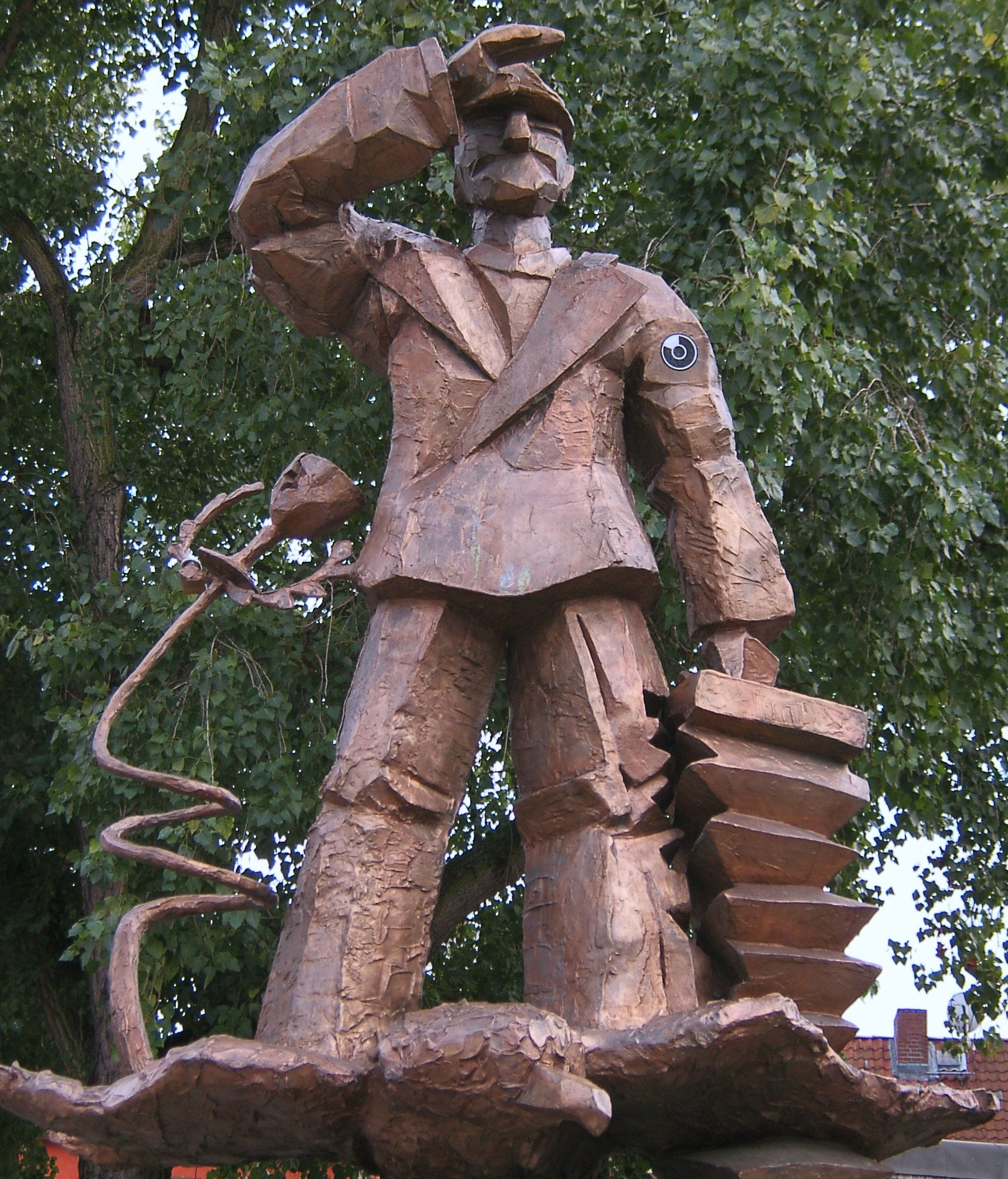
Statue auf dem Hans-Albers-Platz

Auf St. Pauli ist von Wurstbuden bis zur Sterneküche, Kulinarisches aus allen Teilen der Welt zu finden, so unter anderem das 1905 eröffnete Cuneo als ältestes italienisches Restaurant der Hansestadt.
Die Bavaria-St. Pauli-Brauerei (Hauptmarke Astra, 1998 an Holsten verkauft) stellte ihr Bier lange auf St. Pauli her. 2004 wurde die dort ansässige Brauerei abgerissen. Das Astra-Bier wird mittlerweile in der Holsten-Brauerei gebraut, die wiederum seit 2004 zur Carlsberg Brauerei gehört. Das vormalige Gelände an der Bernhard-Nocht-Straße wurde mit einer Wohnanlage und drei Hochhäusern bebaut (Hafenkrone).
Seit Ende 2018 ist die Marke Astra mit einer Mikrobrauerei am Nobistor wieder im Stadtteil St. Pauli vertreten.

#### Persönlichkeiten
Persönlichkeiten, die mit dem Kiez auf St. Pauli in Verbindung stehen:
| - Hans Albers - Willi Bartels - The Beatles - Cisco Berndt - Hans Eppendorfer - Jan Fedder | - Andy Grote - Holger Hanisch - Salomon Heine - Stefan Hentschel - Olivia Jones - Hein Köllisch | - Corny Littmann - Liselotte Malkowsky - Rosi McGinnity - Jörg Otto Meier - Domenica Niehoff - Freddy Quinn | - Achim Reichel - Harry Rosenberg - Kalle Schwensen - Gebrüder Wolf - Günter Zint |

### Karolinen- und Schanzenviertel
Das Gebiet des Karolinenviertels („Karo-Viertel“) ist durch das Heiligengeistfeld deutlich vom übrigen Stadtteil abgegrenzt. Durch die Aufgabe des Schlachthofgeländes – heute befindet sich dort nur noch der Fleischgroßmarkt – wächst es eher mit dem benachbarten Schanzenviertel (Stadtteil Sternschanze) zusammen.
Gerade das Karo-Viertel ist mit seinen vielen Graffiti- und Streetart-Werken ein Anlaufpunkt für Interessierte.

### St. Pauli-Süd
Im Bereich Pinnasberg/Hein-Köllisch-Platz wurde eine kleine Fläche von St. Pauli der Altonaer Altstadt zugeordnet (1938), sodass die nur für Altona (und eben nicht für das hamburgische Gebiet) typische Große Freiheit seitdem in St. Pauli, hingegen die St.-Pauli-Kirche jetzt in Altona liegt.
Am heute gleichfalls altonaischen Pinnasberg befindet sich mit dem Antonipark eine fantasievolle Parkanlage, die von Bürgern und Künstlern gemeinsam erstritten und gestaltet wurde (Park-Fiction-Projekt).

## Regelmäßige Veranstaltungen
Dreimal jährlich findet auf dem Heiligengeistfeld für einen Zeitraum von jeweils vier Wochen der Hamburger Dom, ein Jahrmarkt, statt. Jeweils im Mai wird der Hafengeburtstag gefeiert, ebenfalls ein großes Volksfest. Der jährliche Schlagermove, ein Umzug nach dem Muster der Loveparade, aber mit deutscher Schlagermusik, führt in der Regel über Spielbudenplatz und Reeperbahn. In den Jahren 2018 und 2019 gab es Bemühungen, zur Entlastung der Anwohner eine Alternativ-Route für diese Großveranstaltung zu finden, dies blieb jedoch ohne Erfolg. Jährlich wiederkehrend ist auch das Biker-Event Harley Days und der Eurovision Song Contest. Seit 2006 findet auf der Reeperbahn jährlich im September das Reeperbahn Festival statt.
|  |  |

Erwähnenswert sind außerdem der allsonntäglich stattfindende Fischmarkt sowie die Heimspiele des FC St. Pauli.

## Infrastruktur
Bis in die 1990er Jahre war St. Pauli eines der ärmsten Stadtviertel Europas. Durch die Deindustrialisierung des Stadtteils und den daraus resultierenden Umzug von Unternehmen wie MontBlanc, Hermann Laue und der Bavaria-St. Pauli-Brauerei hat sich die Gewerbestruktur stark gewandelt: Heute ist die wirtschaftliche Situation von vielen Unternehmen im gastronomischen, handwerklichen und künstlerischen Bereich geprägt, wobei die Vergnügungsindustrie nach wie vor den wichtigsten Faktor darstellt. St. Pauli ist der wichtigste Vergnügungs- und Tourismusstandort Hamburgs. Durch die innenstadtnahe Lage, die gute Infrastruktur sowie das reichhaltige Angebot an Gastronomie und Musikclubs ist St. Pauli mittlerweile eine beliebte Wohngegend und rapide steigende Mieten kennzeichnen den Wohnungsmarkt.
Zwar gibt es noch die normalen Straßen links und rechts der Reeperbahn, in der sich die Nachbarn persönlich kennen, doch der Verdrängungswettbewerb drückt weniger zahlungskräftige Mieter aus dem Stadtteil. Die Sanierungspolitik der Stadt und die Vermietungspraxis der städtischen Wohnungsunternehmen fördern diesen Prozess. Die englische Zeitung The Guardian zählte am 20. Januar 2012 St. Pauli zu einem der fünf lebenswertesten Orte auf der Welt.

### Bauwerke
- Die St. Pauli-Landungsbrücken sind eine lange Reihe längs miteinander verbundener Schwimmanleger bzw. „Pontons“ mit einem am Ufer befindlichen großen, am Jugendstil angelehnten Empfangs- und Verwaltungsgebäude, zu dem von jedem einzelnen Ponton eine breite Fußgängerbrücke hochführt. Die Brücken bzw. Pontons sind der Reihe nach von Ost nach West zur besseren Orientierung nummeriert. Es ist die größte Anlage dieser Art in Deutschland. Von hier fahren Hafenfähren, -rundfahrtschiffe, Hafenbarkassen, Passagierschiffe im Unterelbedienst sowie die Motorkatamarane nach Stade und Helgoland ab. Auf den Pontons sowie auch in dem landseitigen Empfangsgebäude befinden sich neben den Fahrkartenverkaufsstellen diverse Restaurants, Imbissgeschäfte und Souvenirläden.

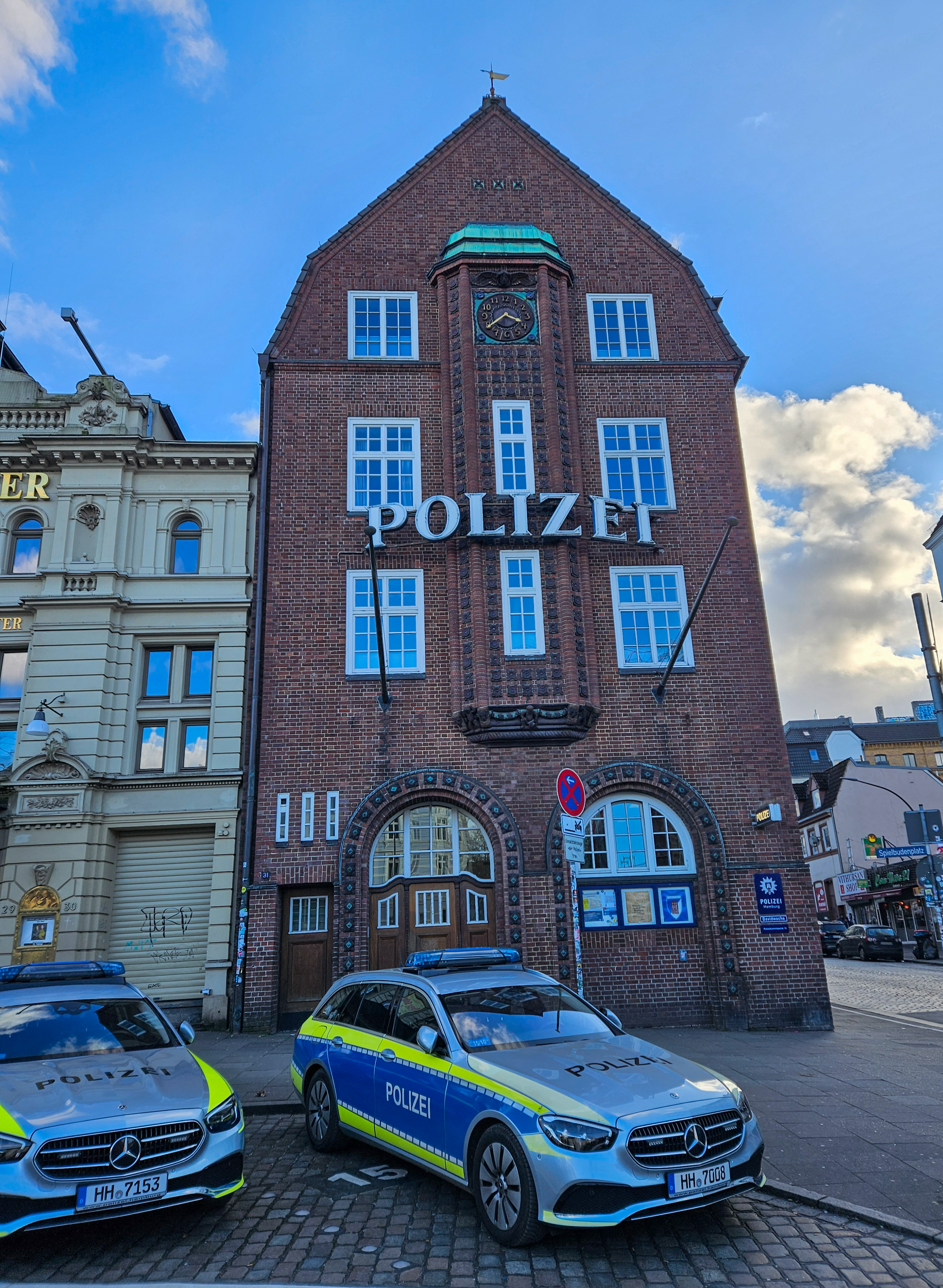
Davidwache in Hamburg

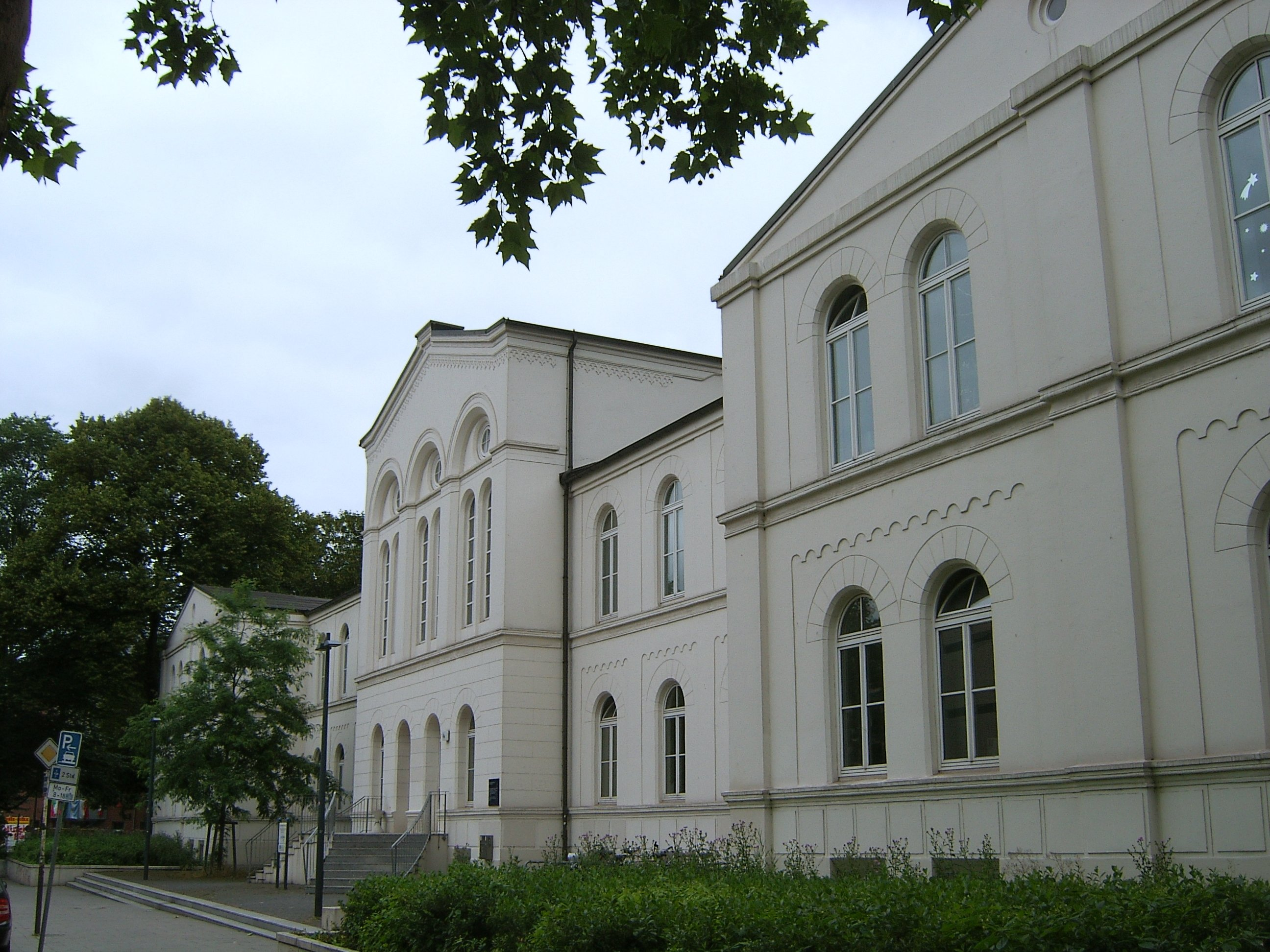
Das ehemalige Israelitische Krankenhaus

- Die Davidwache ist vielleicht Deutschlands bekannteste Polizeiwache. Der Backsteinbau wurde von Fritz Schumacher geplant und 1914 fertiggestellt.
- Der Alte Elbtunnel von 1911 besteht aus zwei innen gefliesten Tunnelröhren mit jeweils einer paarigen Aufzugsanlage an jedem Ende, in der Kraftfahrzeuge und kleinere Gefährte sowie Personen auf die Tunnelsohle bzw. wieder zur Straßenoberfläche gebracht werden. An der Landungsbrücken-Seite befindet sich ein tempelartiges Eingangsgebäude. Dieses technische Denkmal ist noch heute in Betrieb.
- Die barocke St.-Joseph-Kirche (1721) an der Großen Freiheit wurde nach schweren Kriegsschäden als Neubau hinter der erhaltenen Fassade errichtet und in den letzten Jahren re-barockisiert.
- Die in Backsteinromanik 1893–1895 erbaute Friedenskirche ist eine von mehreren von Johannes Otzen entworfenen Kirchen in Hamburg. Die daran vorbeiführende Otzenstraße wurden nach ihm benannt.
- Die ehemals evangelische Gnadenkirche vor dem Holstentor (heute Tschaikowskyplatz) wurde 2007 zur russisch-orthodoxen Kirche des Hl. Johannes von Kronstadt zu Hamburg
- Das Israelitische Krankenhaus wurde von Salomon Heine zum Andenken an seine Frau gestiftet und 1841 bis 1843 errichtet; der Architekt war Hinrich Klees-Wülbern. Bis 1939 wurde es in den ursprünglichen Räumen betrieben, im Zweiten Weltkrieg stark zerstört. Nach dem Wiederaufbau beherbergte das Gebäude den Schulärztlichen Dienst. Hier arbeitete auch ein Kinderarzt, der nicht approbiert hatte und als Sanitäter im Krieg gearbeitet hatte. Ein Neubau erfolgte in der Nachkriegszeit in Alsterdorf. Im Jahr 2000 zog unter anderem die Ortsdienststelle St. Pauli in diese Räume.
- An der Elbe liegt das Bernhard-Nocht-Institut für Tropenmedizin, das größte Institut für Tropenmedizin in Deutschland.
- Daneben ist in der alten Navigationsschule der Deutsche Wetterdienst (ehem. Seewetteramt) und daneben das Bundesamt für Seeschifffahrt und Hydrographie untergebracht.
- Oberhalb der Landungsbrücken liegt auch das 1863 als Seemannsheim und -hospital ehemalige Seemannshaus das durch einen Turm und Ausbauten heute das Hotel Hafen Hamburg beherbergt.[20]
- Das dahinter liegende Hafenkrankenhaus wird heute teilweise als Gesundheitszentrum St. Pauli genutzt.
- Auf dem Bavaria-St.-Pauli-Brauereigelände entstanden nach Einstellung des Betriebes 2003, drei den Stadtteil überragende Hochhäuser, wie das Empire Riverside Hotel
- Wenig bekannt ist, dass Hamburgs höchstes Hotel (Radisson Blu Hotel Hamburg) und auch das Congress Center Hamburg (CCH) noch in einem Ausläufer des Stadtteils liegen.
- Auch die Hamburger Messehallen und das höchste Gebäude, der Heinrich-Hertz-Fernsehturm werden nicht immer mit dem Stadtteil in Verbindung gebracht.

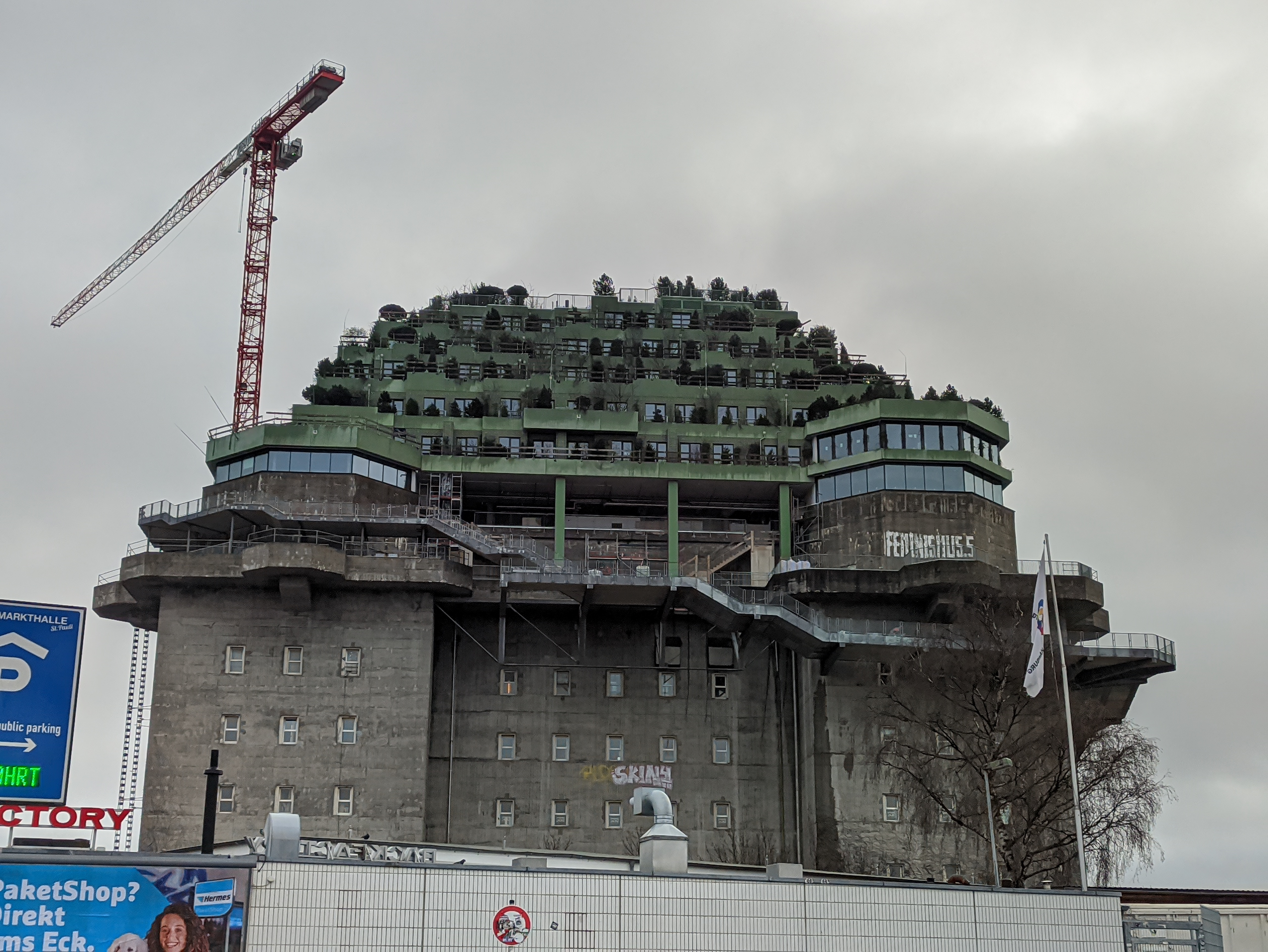
Grüner Bunker

- Der Grüne Bunker auf dem Heiligengeistfeld entstand durch Aufstockung des aus dem Zweiten Weltkrieg stammenden Flakturm IV. Nachdem er in den 1990er Jahren als „Medienbunker“ genutzt wurde, erfolgte zwischen 2019 und 2024 eine Erhöhung um fünf Stockwerke von rund 20 Metern auf 58 Meter. Der Aufbau wurde begrünt, über einen außen um das Gebäude herum hochführenden, 550 Meter langen „Bergpfad“ ist ein 1.400 Quadratmeter großer Stadtgarten öffentlich zugänglich. Neben einen Hotel und einem Restaurant befindet sich im Bunker auch der Club Uebel & Gefährlich, mehrere Medienschulen und soziale Projekte, sowie die Georg Elser Halle mit einer Kapazität von 2.200 Zuschauern.

### Parkanlagen

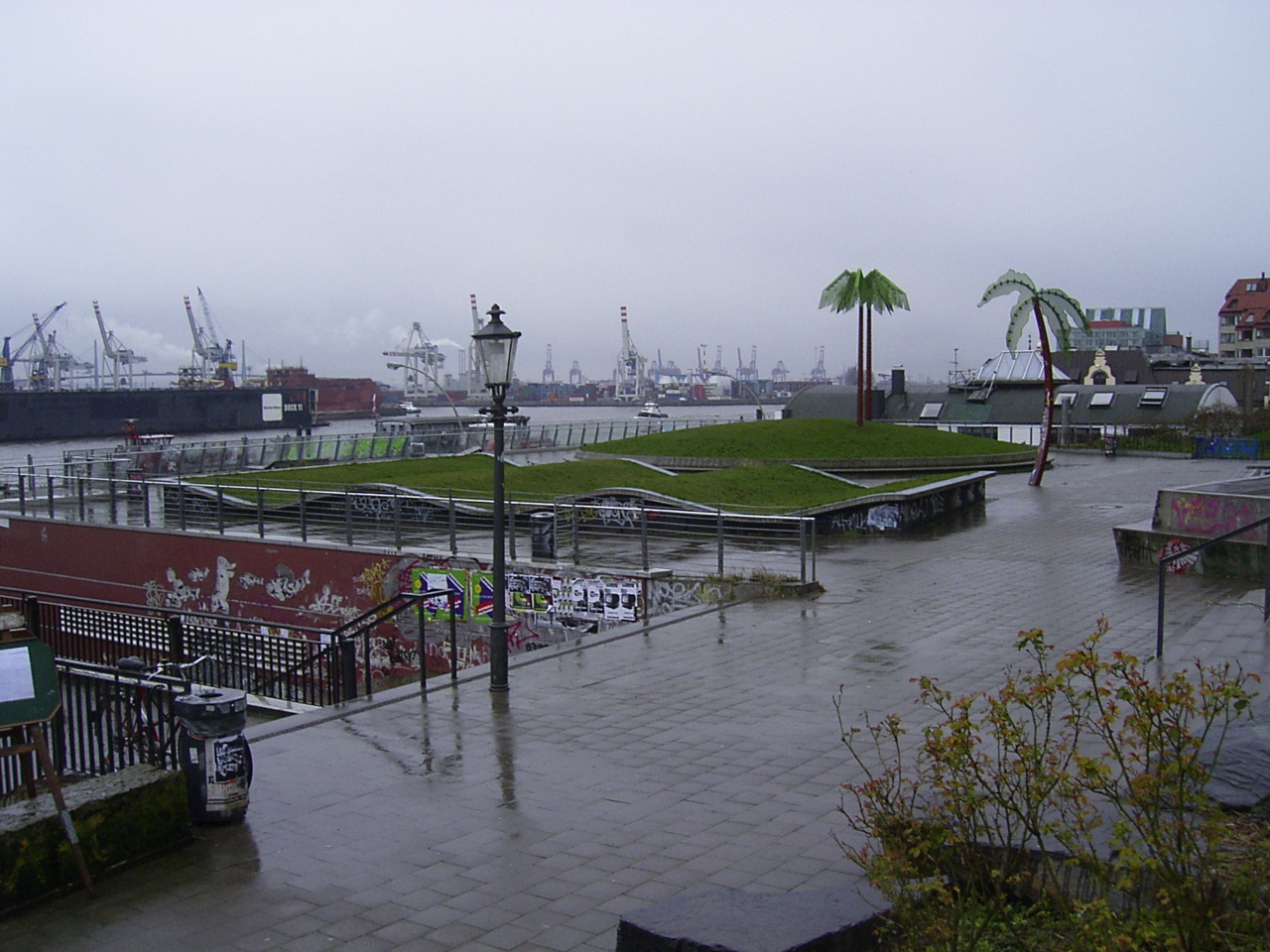
Der Antonipark am Elbhochufer

Ein Teil der Parkanlagen von Planten un Blomen (westlich der Marseiller Straße) liegt im Stadtteil. Es handelt sich um jenen Teil auf dem Gelände des ehemaligen Zoologischen Gartens und der Dammtorfriedhöfe der 1935 für die Niederdeutsche Gartenschau hergerichtet wurde und nach mehrmaligen Internationalen Gartenbauausstellungen heute der gesamten Anlage, die die Westseite des Stadtteils bis zum Millerntor säumt, seinen Namen gab. Zwischen Millerntor und Landungsbrücken liegt auch der Alte Elbpark, der zum kleineren Teil noch im Stadtteil liegt. An der südlichen Stadtteilgrenze auf dem Elbhochufer liegt der Antonipark, eine fantasievolle Parkanlage, die von Bürgern und Künstlern gemeinsam erstritten und gestaltet wurde (Park-Fiction-Projekt).

### Verkehr

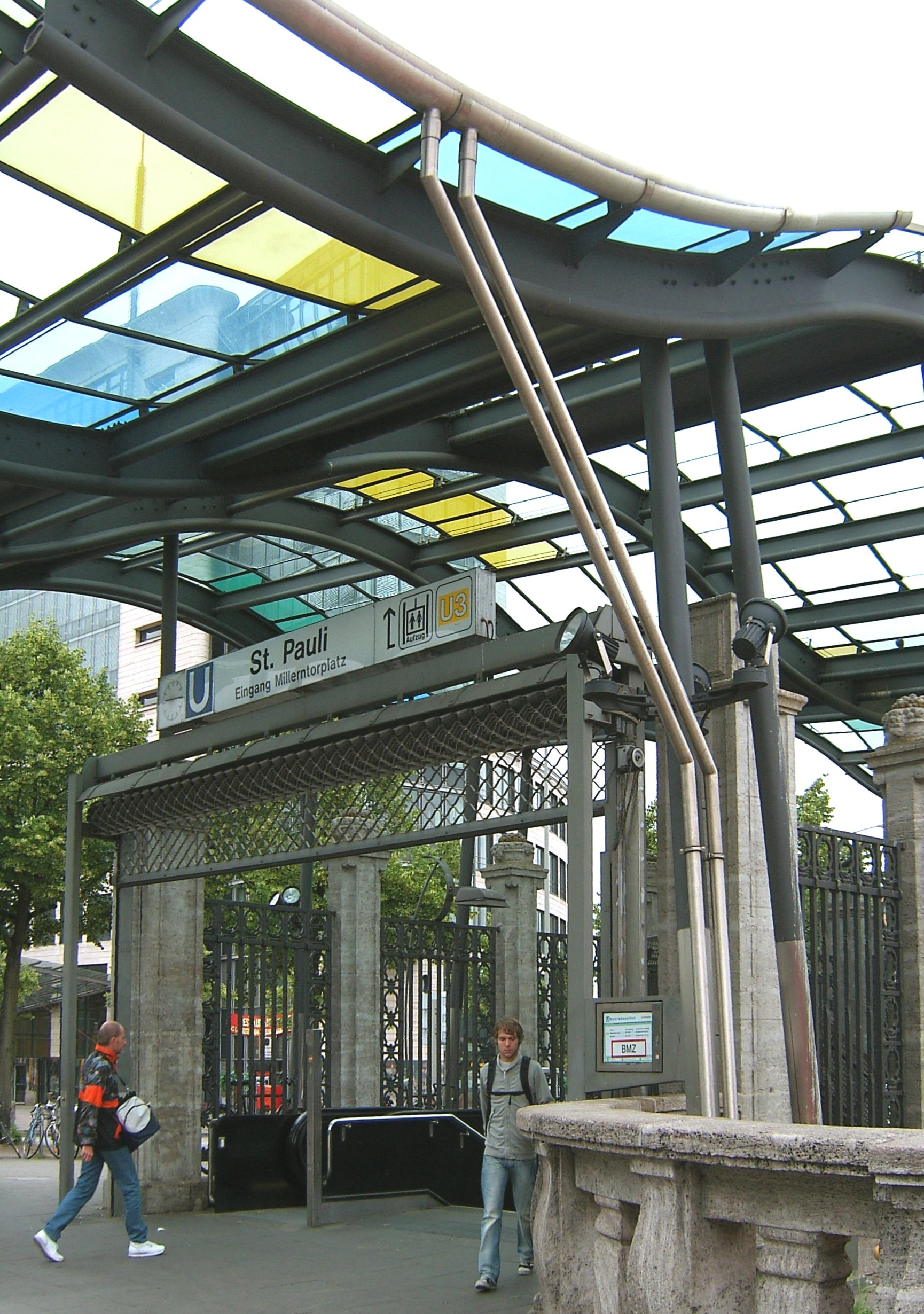
Eingang der U-Bahn-Station St. Pauli

Der Stadtteil ist durch zahlreiche Linien des öffentlichen Nahverkehrs im Hamburger Verkehrsverbund (HVV) erschlossen. Neben den von den Landungsbrücken fahrenden HADAG-Fähren bestehen mehrere Buslinien, die die zahlreichen Haltestellen anfahren. Auf diesen Linien gibt es teilweise auch einen Nachtbetrieb, wie bei den Bahnlinien an Wochenende.
Die Linien S1 und S3 der S-Bahn Hamburg fahren über den City-S-Bahn-Tunnel die Station Reeperbahn und die (knapp hinter der Stadtteilgrenze liegende) Station Landungsbrücken an, die auch von der U3-Ringlinie der Hochbahn (U-Bahn Hamburg) bedient wird und mit den Stationen St. Pauli und Feldstraße den Stadtteil durchquert. Die Linie U2 hält am U-Bahnhof Messehallen (Ausgang Messehallen noch im Stadtteil) und nördlich des Stadtteils liegen ferner der U- und S-Bahnhof Sternschanze und der Fernbahnhof Dammtor.

### Sport
Die Fußballer des FC St. Pauli haben ihr Heimstadion auf dem Heiligengeistfeld.
Nahe dem Millerntor-Stadion befindet sich das Hallenbad St. Pauli der Bäderland Hamburg.

## Bildung
An der Friedrichstraße befindet sich einer der drei Standorte der „Stadtteilschule am Hafen“ (früher „Ganztagsschule St. Pauli“), eine allgemeinbildende weiterführende Schule (Stadtteilschule), an der Abschlüsse bis zum Abitur erlangt werden können. Auf dem zweiten Bildungsweg ist dies auch an der „Staatlichen Abendschule Vor dem Holstentor“ möglich.
Mit Schuljahresbeginn 2015/2016 eröffnete Hamburgs größte Berufliche Schule, die „Berufliche Schule für Banken, Versicherungen und Recht mit Beruflichem Gymnasium St. Pauli“ (BS 11) in der Budapester Straße. Sie ging aus einer Fusion des Wirtschaftsgymnasiums St. Pauli, der Staatlichen Handelsschule mit Wirtschaftsgymnasium Weidenstieg und der Staatlichen Handelsschule mit Wirtschaftsgymnasium Kieler Straße hervor. Neben ihrer Funktion als Berufsschule ermöglicht sie unter anderem auch das Erlangen der Fachhochschulreife in Verbindung mit einer dualen Berufsausbildung und des Abiturs am Beruflichen Gymnasium.
Die 1870 gegründete „Staatliche Gewerbeschule Werft und Hafen“ (G 7) in der Wohlwillstraße ist schulischer Partner für verschiedene duale Ausbildungsberufe wie Fachkraft für Lagerlogistik und Hafenschiffer. 2017 wurde sie an die Wendenstraße in Hammerbrook verlegt.

## Vereine und Initiativen (Auswahl)
- St. Pauli-Archiv e. V., Stadtteilarchiv und Geschichtswerkstatt
- Recht auf Stadt, Netzwerk Hamburger Initiativen
- Interessengemeinschaft NoBNQ/Aktionsnetzwerk Es regnet Kaviar
- CaFée mit Herz
- Buddhistisches Zentrum Hamburg e. V. St. Pauli,
- St. Pauli Bürgerverein von 1843
- FC St. Pauli
- Jugend und Sport e. V. (Trägerverein sozialpädagogischer Projekte)
- Viva con Agua (Wasserinitiative)
- FC Hamburger Berg e. V.
- Lions Club
- Parkhaus e. V. (Integratives und ökologisches Wohnen mit Elbblick)
- Anti-Kältehilfe e. V., Obdachlosenhilfe zur Unterstützung der „Nachbarn ohne Wohnung“

## Film
- Mau Mau. Regie: Uwe Schrader, 1992.
- Empire St. Pauli – von Perlenketten und Platzverweisen. Ein Dokumentarfilm von Irene Bude und Olaf Sobczak. GWA St. Pauli e. V., 2009.[24]
- St. Pauli – melancholisch. Im Amüsierviertel wird saniert. Dokumentarfilm von Monika Schlecht, Kamera Herbert Irek. Drittes Programm NDR vom 30. Januar 1972.
- Heiligabend auf St. Pauli, Dokumentarfilm von Klaus Wildenhahn 1967/68, Kamera: Hans-Joachim Theuerkauf, 50 Minuten.
- Manche hatten Krokodile, Dokumentarfilm von Christian Hornung, 2016.[25]